# Rainer Müller (taekwondo)
Rainer Müller (22 de diciembre de 1953-10 de agosto de 2023) fue un deportista alemán que compitió para la RFA en taekwondo.
Ganó dos medallas en el Campeonato Mundial de Taekwondo, bronce en 1977 y oro en 1979, y una medalla de oro en el Campeonato Europeo de Taekwondo de 1978.

## Palmarés internacional
| Campeonato Mundial | Campeonato Mundial       | Campeonato Mundial | Campeonato Mundial |
| Año                | Lugar                    | Medalla            | Categoría          |
| ------------------ | ------------------------ | ------------------ | ------------------ |
| 1977               | Chicago (Estados Unidos) | Medalla de bronce  | –74 kg             |
| 1979               | Stuttgart (RFA)          | Medalla de oro     | –73 kg             |
| Campeonato Europeo |                          |                    |                    |
| Año                | Lugar                    | Medalla            | Categoría          |
| 1978               | Múnich (RFA)             | Medalla de oro     | –74 kg             |